# Nazionalismo romantico

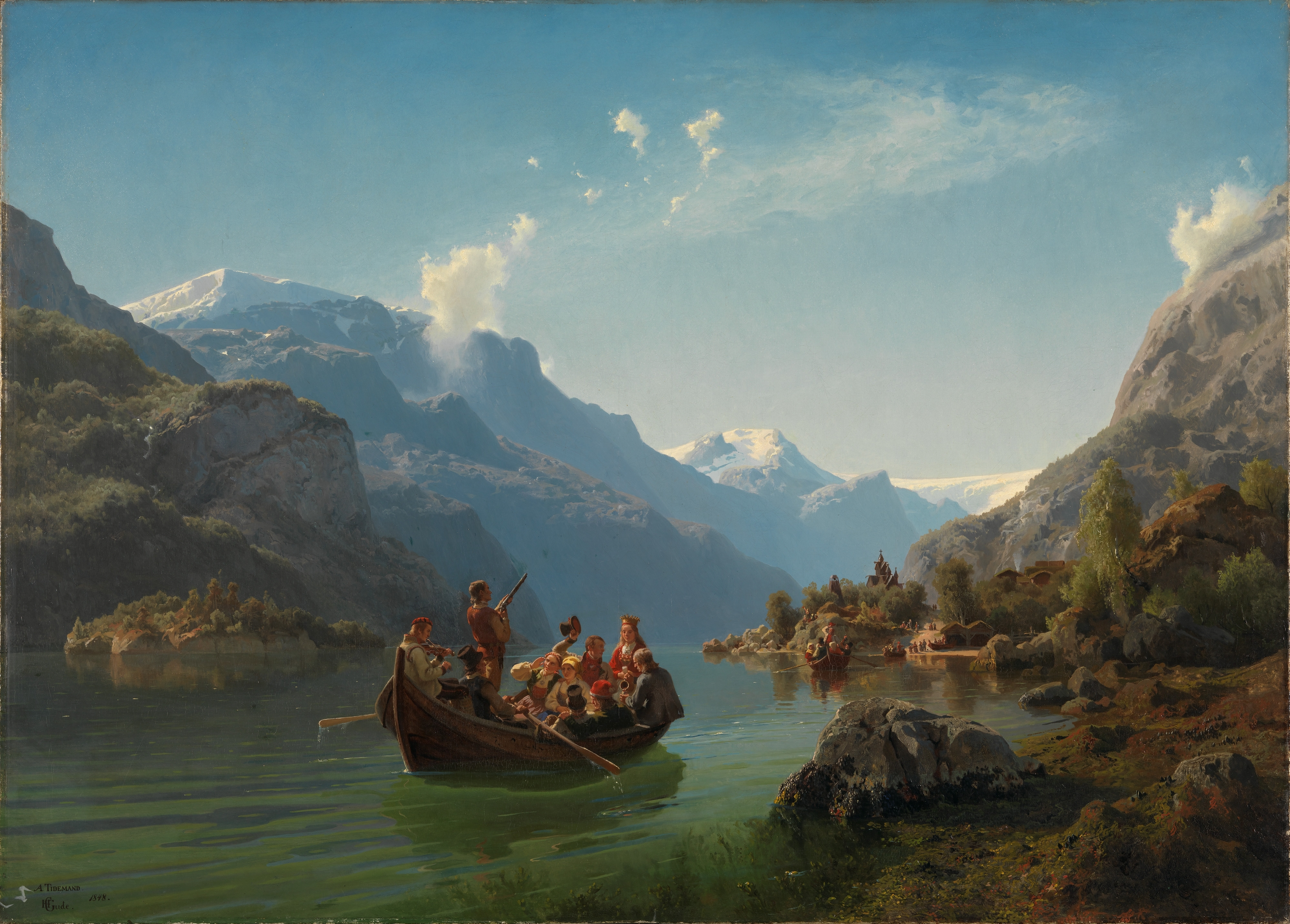
Viaggio nuziale ad Hardanger, pietra miliare del nazionalismo romantico norvegese. Dipinto di Hans Gude e Adolph Tidemand

Il nazionalismo romantico (o nazionalismo organico) è la forma di nazionalismo in cui lo stato deriva la sua legittimità politica dalla natura organica dei suoi governati, la cui unità complessiva è assimilata cioè ad un organismo vivente, ed è animata da un comune spirito del popolo (Volksgeist in tedesco). Quest'unità include, a seconda del particolare modo in cui la si applica, la lingua, l'etnia, la cultura, la religione e i costumi della "nazione", nel suo principale significato di coloro che sono "nati" all'interno della medesima cultura. Tale forma di nazionalismo nasce come reazione all'egemonia imperiale e dinastica, in cui la legittimità dello stato proveniva dall'alto del potere monarchico, che ne giustificava l'esistenza, e poteva al limite derivare da Dio (si veda il diritto divino dei re).
Il nazionalismo romantico è stato uno dei concetti chiave del romanticismo e uno dei suoi lasciti più durevoli; le sue affermazioni culturali hanno avuto un ruolo centrale nell'arte e nelle filosofie post-illuministiche. Fin dalle sue fasi iniziali, in cui poneva attenzione allo sviluppo dei linguaggi nazionali, del folklore nazionale, dei valori spirituali, dei costumi e delle tradizioni locali, ai movimenti che avrebbero ridisegnato la mappa d'Europa e portato alle richieste di autodeterminazione dei popoli, il nazionalismo fu uno dei temi chiave del Romanticismo, che ne determinò ruolo, espressioni e significati.